# Associazione Calcio Lumezzane 2008-2009
Questa pagina raccoglie i dati riguardanti l'Associazione Calcio Lumezzane nelle competizioni ufficiali della stagione 2008-2009.

## Stagione
Il Lumezzane nella stagione 2008-2009 dopo aver iniziato la stagione con 8 pareggi e 2 vittorie, trova la prima sconfitta sul campo di Legnano. Nel procedere della stagione però si susseguono risultati altalenanti per la compagine valgobbina allenata anche per questa stagione da Leonardo Menichini, risultati che ne hanno compromesso il cammino. Si passa da partite come lo storico pareggio (0-0) allo Stadio Bentegodi contro l'Hellas Verona, o le vittorie (2-1) sul Lecco e (2-0) sulla Spal, a sconfitte come il (2-0) ottenuto sia in casa della Pro Patria, sia in casa del Ravenna. La squadra rossoblù conclude comunque la stagione al 10º posto, frutto di 10 vittorie, 15 pareggi e 9 sconfitte, evitando così sia i Play-off promozione, sia i Play-out per la salvezza. Nella Coppa Italia Nazionale il Lumezzane esordisce al Curi di Perugia, sconfitto (1-0). Mentre nella Coppa Italia di Lega Pro approccia a Cesena, ma viene sconfitto (3-1).

## Divise e sponsor
Lo sponsor tecnico per la stagione 2008-2009 è Acerbis sport, mentre lo sponsor ufficiale è Barclays.
| Casa | Trasferta |  |

## Organigramma societario
Area direttiva
- Presidente:Renzo Cavagna
- Vice Presidente: Marco Becchetti
- Vice Presidente: Franco Pintossi

Area organizzativa
- Team manager: Luca Nember

Area tecnica
- Direttore sportivo: Luca Nember, da febbraio 2008
- Allenatore: Leonardo Menichini
- Allenatore in seconda: Nadir Brocchi
- Preparatore/i atletico/i: Andrea Bonatti

Area sanitaria
- Responsabile sanitario:
- Medici sociali: Achille Lazzaroni
- Massaggiatori: Livio Colosio

## Rosa
| N. |                   | Ruolo | Calciatore          |
| -- | ----------------- | ----- | ------------------- |
|    | Italia (bandiera) | P     | Massimo Gazzoli     |
|    | Italia (bandiera) | P     | Roberto Zaina       |
|    | Italia (bandiera) | D     | Luca Calzolaio      |
|    | Italia (bandiera) | D     | Tommaso Chiecchi    |
|    | Italia (bandiera) | D     | Stefano Ghidini     |
|    | Italia (bandiera) | D     | Cristian Lauteri    |
|    | Italia (bandiera) | D     | Davide Nicola       |
|    | Italia (bandiera) | D     | Fabio Pisacane      |
|    | Italia (bandiera) | D     | Mauro Treccani      |
|    | Italia (bandiera) | D     | Francesco Zanardini |
|    | Italia (bandiera) | C     | Amedeo Calliari     |
|    | Italia (bandiera) | C     | Federico Ciasca     |
|    | Italia (bandiera) | C     | Andrea Coletto      |

| N. |                    | Ruolo | Calciatore            |
| -- | ------------------ | ----- | --------------------- |
|    | Italia (bandiera)  | C     | Tommaso D'Attoma      |
|    | Ghana (bandiera)   | C     | Papa Dadson           |
|    | Brasile (bandiera) | C     | Emerson Ramos Borges  |
|    | Italia (bandiera)  | C     | Andrea Loiacono       |
|    | Italia (bandiera)  | C     | Michele Pini          |
|    | Italia (bandiera)  | C     | Luigi Alberto Scaglia |
|    | Italia (bandiera)  | C     | Nicola Silvestri      |
|    | Italia (bandiera)  | A     | Nicola Dal Bosco      |
|    | Italia (bandiera)  | A     | Lorenzo Dal Rio       |
|    | Italia (bandiera)  | A     | Riccardo Maniero      |
|    | Italia (bandiera)  | A     | Michele Marconi       |
|    | Italia (bandiera)  | A     | Massimiliano Pesenti  |
|    | Italia (bandiera)  | A     | Andrea Pintori        |

## Risultati

### Lega Pro Prima Divisione

#### Girone di andata
| Lumezzane 31 agosto 2008 1ª giornata | Lumezzane    | 0 – 0 | Verona | Nuovo Stadio Comunale\| Arbitro: \| Meli (Parma) \| |
| Arbitro:                             | Meli (Parma) |       |        |                                                     |

| Arbitro: | Gambini (Roma) |

|                        |           |                              |
| Varricchio 50’ Baù 64’ | Marcatori | 27’ L. Scaglia 80’ Dal Bosco |

| Arbitro: | Barbiero (Vicenza) |

|              |           |         |
| Pisacane 46’ | Marcatori | 49’ Mei |

| Portogruaro 25 settembre 2008 4ª giornata | Portogruaro-Summaga | 0 – 0 | Lumezzane | Stadio Pier Giovanni Mecchia\| Arbitro: \| Di Pilato (Bergamo) \| |
| Arbitro:                                  | Di Pilato (Bergamo) |       |           |                                                                   |

| Arbitro: | Valentini (Città di Castello) |

|                                        |           |  |
| L. Scaglia 14’ Dal Rio 26’ Pintori 59’ | Marcatori |  |

| San Benedetto del Tronto 9 ottobre 2008 6ª giornata | Sambenedettese   | 0 – 0 | Lumezzane | Stadio Riviera delle Palme\| Arbitro: \| Bolano (Livorno) \| |
| Arbitro:                                            | Bolano (Livorno) |       |           |                                                              |

| Arbitro: | Sguizzato (Verona) |

|                                 |           |                      |
| Dal Rio 62’ (rig.) Chiecchi 64’ | Marcatori | 34’, 77’ (rig.) Arma |

| Arbitro: | De Benedictis (Bari) |

|            |           |              |
| Momentè 6’ | Marcatori | 26’ Calliari |

| Arbitro: | Pecorelli (Arezzo) |

|                                                                  |           |            |
| Chiecchi 23’ Pintori 30’ L. Scaglia 45’ Dal Rio 63’ D'Attoma 88’ | Marcatori | 25’ Correa |

| Lumezzane 2 novembre 2008 10ª giornata | Lumezzane         | 0 – 0 | Cremonese | Nuovo Stadio Comunale\| Arbitro: \| Baratta (Salerno) \| |
| Arbitro:                               | Baratta (Salerno) |       |           |                                                          |

| Arbitro: | Tasso (La Spezia) |

|             |           |  |
| Lanteri 12’ | Marcatori |  |

| Arbitro: | Giallanza (Catania) |

|             |           |  |
| Pintori 30’ | Marcatori |  |

| Arbitro: | Cervellera (Taranto) |

|                 |           |  |
| Lambrughi 90+2’ | Marcatori |  |

| Arbitro: | Intagliata (Siracusa) |

|  |           |                                       |
|  | Marcatori | 30’ De Feudis 75’ (rig.), 90+3’ Motta |

| Arbitro: | Bergher (Rovigo) |

|             |           |                |
| Tarallo 55’ | Marcatori | 69’ L. Scaglia |

| Arbitro: | Cafari Panico (Cassino) |

|  |           |                  |
|  | Marcatori | 61’ (rig.) Gallo |

| Arbitro: | Bagalini (Fermo) |

|                        |           |                                     |
| Torri 13’ Iacopino 26’ | Marcatori | 9’ Chiecchi 20’ Pintori 50’ Coletto |

#### Girone di ritorno
| Verona 11 gennaio 2009 18ª giornata | Verona            | 0 – 0 | Lumezzane | Stadio Marcantonio Bentegodi\| Arbitro: \| M. Russo (Milano) \| |
| Arbitro:                            | M. Russo (Milano) |       |           |                                                                 |

| Arbitro: | Gallo (Barcellona Pozzo di Gotto) |

|                             |           |  |
| Dal Bosco 8’ L. Scaglia 68’ | Marcatori |  |

| Arbitro: | Baratta (Salerno) |

|                       |           |             |
| Maschio 49’ Ponzo 54’ | Marcatori | 33’ Pintori |

| Arbitro: | Penno (Nichelino) |

|                           |           |             |
| Pisacane 15’ Calliari 27’ | Marcatori | 90+4’ Abate |

| Arbitro: | Affinito (Frattamaggiore) |

|                       |           |  |
| Curiale 3’ Filipi 62’ | Marcatori |  |

| Arbitro: | Guida (Torre Annunziata) |

|                                  |           |                            |
| Pintori 8’ (rig.) R. Maniero 71’ | Marcatori | 47’ Pietribiasi 49’ Visone |

| Arbitro: | Santonocito (Abbiategrasso) |

|  |           |                |
|  | Marcatori | 42’ M. Pesenti |

| Lumezzane 15 marzo 2009 25ª giornata | Lumezzane           | 0 – 0 | Venezia | Nuovo Stadio Comunale\| Arbitro: \| Gavillucci (Latina) \| |
| Arbitro:                             | Gavillucci (Latina) |       |         |                                                            |

| Arbitro: | Lupo (Matera) |

|                        |           |  |
| Fofana 24’ (rig.), 37’ | Marcatori |  |

| Cremona 29 marzo 2009 27ª giornata | Cremonese       | 0 – 0 | Lumezzane | Stadio Giovanni Zini\| Arbitro: \| Tidone (Torino) \| |
| Arbitro:                           | Tidone (Torino) |       |           |                                                       |

| Arbitro: | Borriello (Mantova) |

|             |           |  |
| Pintori 39’ | Marcatori |  |

| Arbitro: | Ceccarelli (Terni) |

|              |           |                           |
| Chomakov 79’ | Marcatori | 1’ M. Pesenti 30’ Pintori |

| Arbitro: | Manna (Isernia) |

|                               |           |  |
| M. Pesenti 68’ R. Maniero 78’ | Marcatori |  |

| Arbitro: | G. Stefanini (Livorno) |

|           |           |                    |
| Motta 76’ | Marcatori | 16’ (rig.) Pintori |

| Arbitro: | Magno (Catania) |

|  |           |                         |
|  | Marcatori | 11’ Tarallo 63’ Le Noci |

| Arbitro: | Bindoni (Venezia) |

|                                        |           |               |
| Lanteri 50’ Centurioni 59’ Bertani 89’ | Marcatori | 13’ Dal Bosco |

| Arbitro: | Coccia (San Benedetto del Tronto) |

|                                        |           |                                  |
| Coletto 15’ Pintori 36’ M. Pesenti 48’ | Marcatori | 1’, 60’ P. Rossi 57’ Amadou Samb |

### Coppa Italia
| Arbitro: | Doveri (Roma) |

|              |           |  |
| Cutolo 45+2’ | Marcatori |  |

### Coppa Italia Lega Pro
| Arbitro: | Costantini (Perugia) |

|                                        |           |             |
| Ferretti 55’ Giaccherini 63’ Motta 83’ | Marcatori | 58’ Emerson |

## Statistiche

### Statistiche di squadra
| Competizione             | Punti | In casa | In casa | In casa | In casa | In casa | In casa | In trasferta | In trasferta | In trasferta | In trasferta | In trasferta | In trasferta | Totale | Totale | Totale | Totale | Totale | Totale | DR |
| Competizione             | Punti | G       | V       | N       | P       | Gf      | Gs      | G            | V            | N            | P            | Gf           | Gs           | G      | V      | N      | P      | Gf     | Gs     | DR |
| ------------------------ | ----- | ------- | ------- | ------- | ------- | ------- | ------- | ------------ | ------------ | ------------ | ------------ | ------------ | ------------ | ------ | ------ | ------ | ------ | ------ | ------ | -- |
| Lega Pro Prima Divisione | 45    | 17      | 7       | 7       | 3       | 24      | 16      | 17           | 3            | 8            | 6            | 13           | 19           | 34     | 10     | 15     | 9      | 37     | 35     | +2 |
| Coppa Italia             | -     | 0       | 0       | 0       | 0       | 0       | 0       | 1            | 0            | 0            | 1            | 0            | 1            | 1      | 0      | 0      | 1      | 0      | 1      | -1 |
| Coppa Italia Lega Pro    | -     | 0       | 0       | 0       | 0       | 0       | 0       | 1            | 0            | 0            | 1            | 1            | 3            | 1      | 0      | 0      | 1      | 1      | 3      | -2 |
| Totale                   |       | 17      | 7       | 7       | 3       | 24      | 16      | 19           | 3            | 8            | 8            | 14           | 23           | 36     | 10     | 15     | 11     | 38     | 39     | -1 |